# Johann Georg Godelmann
Johann Georg Godelmann (także Gödelmann, ur. 12 marca 1559 w Tuttlingen, zm. 20 marca 1611 w Dreźnie) – niemiecki prawnik, dyplomata i luterański teoretyk czarownictwa.
W latach 1572–1576 studiował na uniwersytecie w Tybindze filozofię (magister artium od 1576). Studia prawnicze odbył w latach 1576–1580 na uniwersytetach w Wittenberdze, Rostocku i Bazylei – zakończone otrzymaniem w 1580 tytułu doktora obojga praw. W latach 1580–1592 wykładał prawo w Rostocku (od 1583 był tam profesorem nadzwyczajnym). Od 1592 radca dworu, a od 1597 palatyn elektora saskiego Chrystiana II. W 1605 został nobilitowany. Jako dyplomata brał udział w misjach politycznych do cesarza Rudolfa II, do Holsztynu oraz do władz I Rzeczypospolitej. Autor znanego dzieła o czarownictwie De magis, veneficis et lamiis, deque his recte cognoscendis et puniendis. Opowiadał się za stosowaniem przepisów Caroliny w procesach o czary. Postulował rozdzielenie pojęcia czarownica i czarnoksiężnik.

## Pochodzenie
Johann Georg Godelmann był synem magistra Jeremiasa i Marii, pochodzącej ze znanego norymberskiego rodu Holzschuherów. Ojciec był najpierw sekretarzem hrabiego (grafa) Michaela von Wertheima, następnie (w chwili urodzenia Johanna Georga) pełnił urząd wójta w Tuttlingen, by w końcu zostać zarządcą zamku Roseck; zmarł w 1582. Określany był przez przyjaciela rodziny Martina Crusiusa jako „pobożny, uczony i inteligentny człowiek”. Dziad ze strony matki, Georg Holzschuher sprawował urząd kanclerza biskupa dorpackiego. Matka Maria zmarła w 1569.

## Młodość i studia
Młody Johann Georg ukończył gimnazjum w Stuttgarcie, a następnie 18 września 1572 zapisał się na uniwersytet w Tybindze, gdzie podjął studia w zakresie filozofii. Tam otrzymał najpierw 31 marca 1574 stopień bakałarza, a następnie 16 lutego 1576 został magistrem sztuk (magister artium). Kontynuował edukację, koncentrując się na naukach prawnych. W listopadzie 1578 rozpoczął pobieranie nauk na wydziale prawa w uniwersytecie w Wittenberdze u Matthiasa Wesenbecka i Joachima von Beusta, które kontynuował (począwszy od czerwca 1579) w Rostocku (gdzie również nauczał), a następnie (od lipca 1580) w Bazylei. Jeszcze w 1578 opublikował swoją pierwszą pracę De litis contestatione. Niedługo po przybyciu do Bazylei, 1 września 1580, został mu nadany tytuł doktora obojga praw.

## Profesor uniwersytetu w Rostocku
Trzy miesiące później był już ponownie w Rostocku, gdzie już jako profesor wygłaszał, począwszy od 1 grudnia tegoż roku, swoje wykłady z prawa rzymskiego – najpierw na temat pisma Cycerona O prawach (De legibus), a w 1582 o tytule De regulis juris z Digestów. W roku następnym, 1583, objął stanowisko profesora nadzwyczajnego na tym uniwersytecie – zapewne dzięki wstawiennictwu swojego teścia, teologa protestanckiego Davida Chyträusa. Kontynuował wykłady z prawa, tym razem lennego (w 1584), a następnie (od 1585) karnego (Carolina). W czasach zatrudnienia w Rostocku skupił się na pracy nad swym najważniejszym dziełem, słynnym traktatem o czarownictwie pt. De magis, veneficis et lamiis, deque his recte cognoscendis et puniendis, zadedykowanym królowi Danii i Norwegii Chrystianowi IV i wydanym po raz pierwszy we Frankfurcie w 1591. Przerwał wykłady w 1587 w związku z powołaniem go przez miasto Rygę na swojego przedstawiciela w rokowaniach z Polską. W tym samym roku był obecny na elekcji w Warszawie, w 1589 uczestniczył w stanach prowincjonalnych Holsztynu. W związku z tymi licznymi podróżami o podłożu dyplomatycznym oraz propozycją elektora saskiego zdecydował się w 1592 zrezygnować z dalszej działalności dydaktycznej.

## Na dworze w Dreźnie
W 1592 elektor saski Chrystian II zdecydował się mianować Godelmanna na urząd radcy dworu (Hofrat) elektorskiego w Dreźnie. Również i wtedy wykorzystywano jego zdolności dyplomatyczne; w sumie do 18 lutego 1605 był 44-krotnie wysyłany w misjach dyplomatycznych na dwór cesarski do Rudolfa II. W 1597 został palatynem (niem. Hofpfalzgraf, łac. comes palatinus), a Chrystian II wielokrotnie okazywał mu dowody swojego uznania, darował mu m.in. dom w Dreźnie, innym razem zaś 10000 guldenów. W 1605 został uszlachcony i zaliczony w poczet szlachty Rzeszy (Reichsadel). Johann Georg Godelmann zmarł jako radca tajny (Geheimbder Rath) 20 marca 1611 o godzinie 8 wieczorem w Dreźnie.

## Rodzina
Johann Georg Godelmann był żonaty dwukrotnie. Pierwszą żoną, poślubioną 30 maja 1581 w Königsbergu, była Regina, córka luterańskiego teologa Davida Chyträusa i pochodzącej z rostockiego patrycjatu Margarethy (z domu Smedes). Po śmierci Reginy w 1599 Johann Georg ożenił się po raz drugi 30 sierpnia 1602 w Dreźnie, tym razem z Kathariną (z domu Jenitzsch), wdową po zarządcy kamery Gregoriusie Unwircie. Z obu tych małżeństw doczekał się wielu dzieci. Najstarszy syn, Jeremias, po ukończeniu studiów prawniczych również wstąpił na służbę elektorską.

## Poglądy na temat czarownictwa
Poglądy Godelmanna były niejednokrotnie przywoływane w pismach późniejszych krytyków wiary w czarownice. Sam Godelmann twierdził, że w sprawach wykroczeń o czarownictwo należy stosować przepisy prawa karnego (Caroliny). Skutkowało to długim pozostawaniem przy instytucji processus ordinarius, szczególnie w odniesieniu do osób parających się magią. Wysuwał zastrzeżenia w kwestii prześladowania czarownic i postulował, by oddzielać kwestię czarownicy i czarnoksiężnika. Pod pojęciem czarownicy rozumiał Godelmann (identycznie jak Jan Wier) zazwyczaj starszą kobietę zaślepioną przez diabła. Taka osoba nie dopuszczała go do siebie z własnej woli, nie miała też takiego zamiaru; została przez niego zwiedziona.
Szczególnie krytykował próbę wody. Uważał, że stosujący ją sędziowie sami popełniali przestępstwo i powinni być ścigani.